# جاگ ماندیر (فیلم)
جاگ ماندیر (انگلیسی: Jag Mandir, آلمانی: Das excentrische Privattheater des Maharadscha von Udaipur) فیلمی در ژانر مستند به کارگردانی ورنر هرتسوک است که در سال ۱۹۹۱ میلادی منتشر شد.